# Living to love you (Piet Veerman)
Living to love you is een single van Piet Veerman uit 1976, toen hij nog steeds voorman was van The Cats. Het is een liefdeslied dat hij schreef met Nail Che.
Hij bracht het in 1975 uit op zijn elpee Rollin' on a river. In 1976 kwam het uit op single met op de B-kant Yesterday dat hij eveneens zelf had geschreven. De single bereikte de Tipparade en de Tip 30, maar drong niet door tot de hoofdlijsten. Het nummer keerde nog eens terug toen hij als Piet Veerman and The New Cats de elpee Back to you (1980) uitbracht en verder verscheen het op zijn verzamelalbum Sailin' home (Het beste van Piet Veerman) (1996).
De promoversie van deze single kende drie nummers op de A-kant en geen B-kant. Op A2 stond Tiger and a lion van Patricia Paay en op A3 So sad van Lucifer.